# Погост (Рязанская область)
Погост (ранее Гусевский Погост) — село в России, расположено в Касимовском районе Рязанской области. Является административным центром Погостинского сельского поселения. Находится на реке Гусь, неподалёку от впадения её в Оку.

## История
Время возникновения села неизвестны. В XVII веке данный населённый пункт становится важным религиозным и торговым центром. В писцовых книгах Василия Кропоткина сказано: «Погост на реке на Гуси, а на Погосте церковь Преображения Господа Бога и Спаса нашего Иисуса Христа да другая церковь Николы Чудотворца древяны, а в церквах и образы и книги и ризы и колокола и всякое церковное строение мирское — приходных людей». К этому же времени относится конфликт между жителями села и касимовским царевичем Сеид-Бурханом. В челобитной от 16 апреля 1643 года тот жалуется царю Михаилу Фёдоровичу, что рядом с Касимовым «завели тутошние уездные люди Касимовскаго и Володимерскаго торг самовольством и торгуют по воскресеньям беспошлинно», в результате чего резко уменьшились доходы с «официального» касимовского торга. Особенно негодовал царевич по поводу продажи в Погосте алкоголя. В результате царь принял решение о запрете торга в селе.
В XVIII веке происходил самозахват крестьянами из Гуся-Железного церковных земель в Погосте, по поводу чего местный священник неоднократно подавал жалобы в провинциальную канцелярию, однако значимого результата это не имело.
Согласно данным энциклопедического словаря Брокгауза и Ефрона, в конце XIX века в селе было 333 двора и 1668 жителей, имелись школа, свечной сальный завод, 6 кузниц и 14 промышленных и торговых заведений. Из промыслов были развиты кузнечный, сапожный и плотничий.

## Население
| 1859 | 1897  | 1900  | 1906  | 2010 |
| ---- | ----- | ----- | ----- | ---- |
| 1777 | ↘1307 | ↗1668 | ↗1804 | ↘382 |

### Известные люди
- В селе родился Шитов, Пётр Ильич (1891—1917) — солдат автороты, большевик, участник Октябрьской революции.

## Достопримечательности
Главной достопримечательностью села является храмовый комплекс из четырёх разностильных зданий — двух церквей, колокольни и часовни.
- Никольская церковь — построена в 1771 году на месте прежней деревянной из белого камня. Основное здание кубическое, с пологим куполом и тремя рядами окон. К южной стороне примыкает колоннада, в настоящее время полуразрушенная. Колонны также украшают вход в небольшую трапезную.
- Преображенская церковь — построена на месте на прежней деревянной. Согласно данным рязанских краеведов Г. К. Вагнера и С. В. Чугунова строительство было начато в 1734 году, потом было приостановлено и завершено только в 1829 году[3]. По другим данным строительство было начато в 1777 году. Основное здание в стиле «восьмерик на четверике», до половины выстроено из белого камня, выше кирпичное, имеет два придела — Казанский и Ильинский (построены в 1784—1794 годах)[2]. Во второй половине церковь была реконструирована — пристроена обширная трапезная, соединившая основное здание с колокольней, ренконструированы приделы Казанский (вновь освящён 21 ноября 1884 года) и Ильинский (вновь освящён 13 октября 1885 года)[3].
- Трёхъярусная колокольня — сооружена в 1829 году. Здание имеет обильный декор, в том числе нижний ярус украшен восемью (по две с каждой стороны) скульптурными фигурами неизвестных святых с книгами в руках и с окладистыми бородами[3]. На верхнем ярусе колокольни были размещены часы[8].
- Часовня из красного кирпича, декорирована белым камнем. Сооружена в XIX веке.

## Галерея

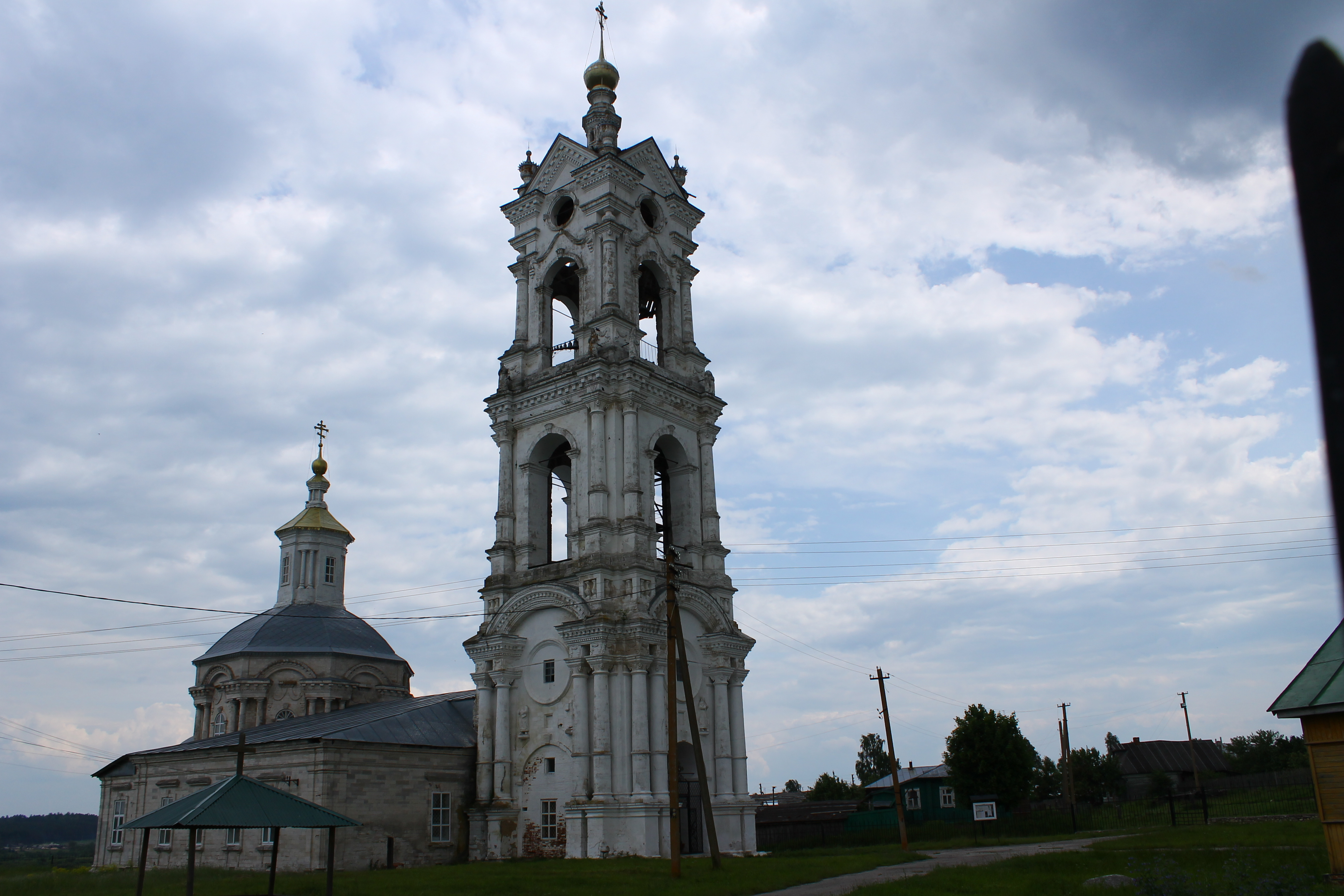
Преображенская церковь. Общий вид
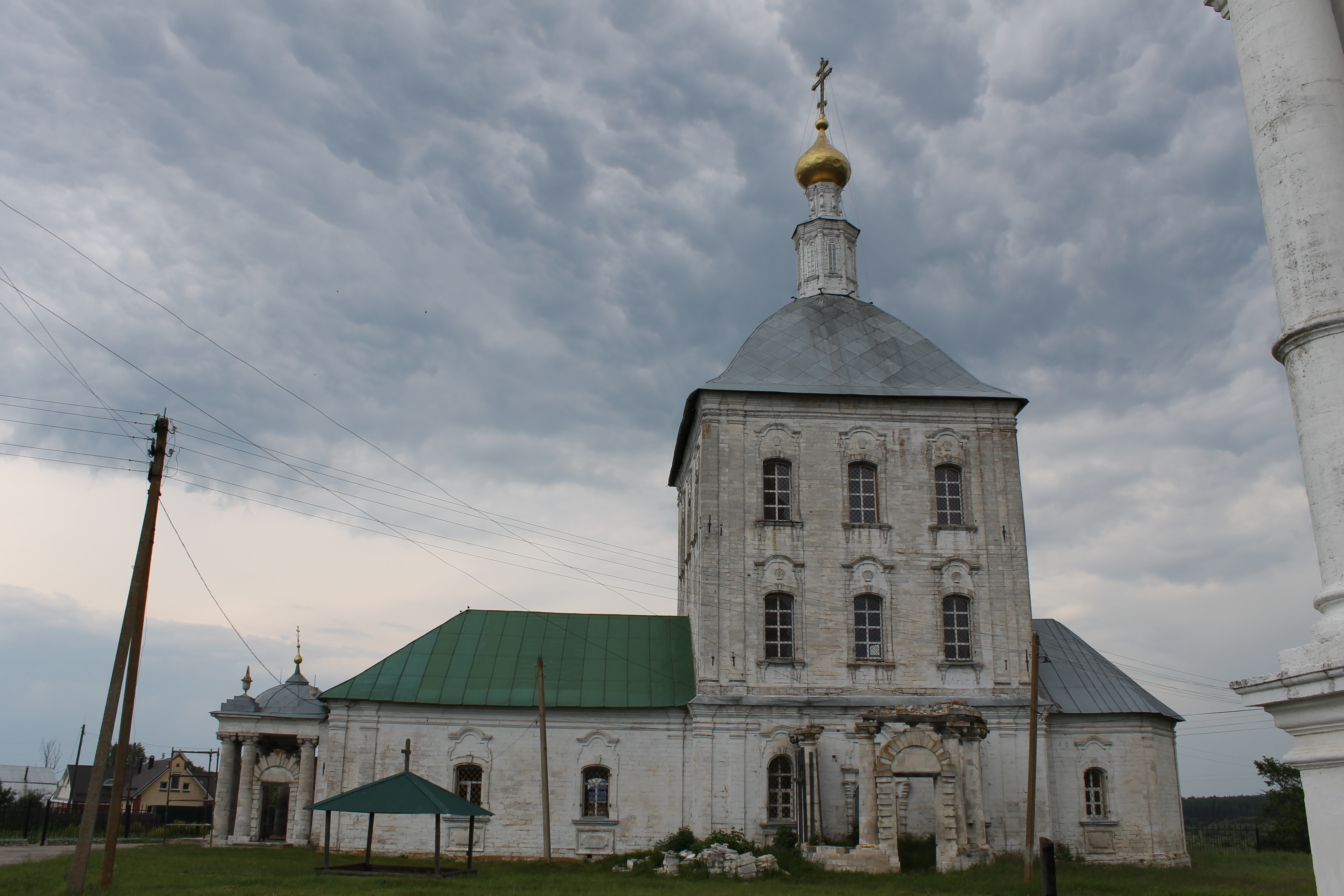
Никольская церковь. Общий вид
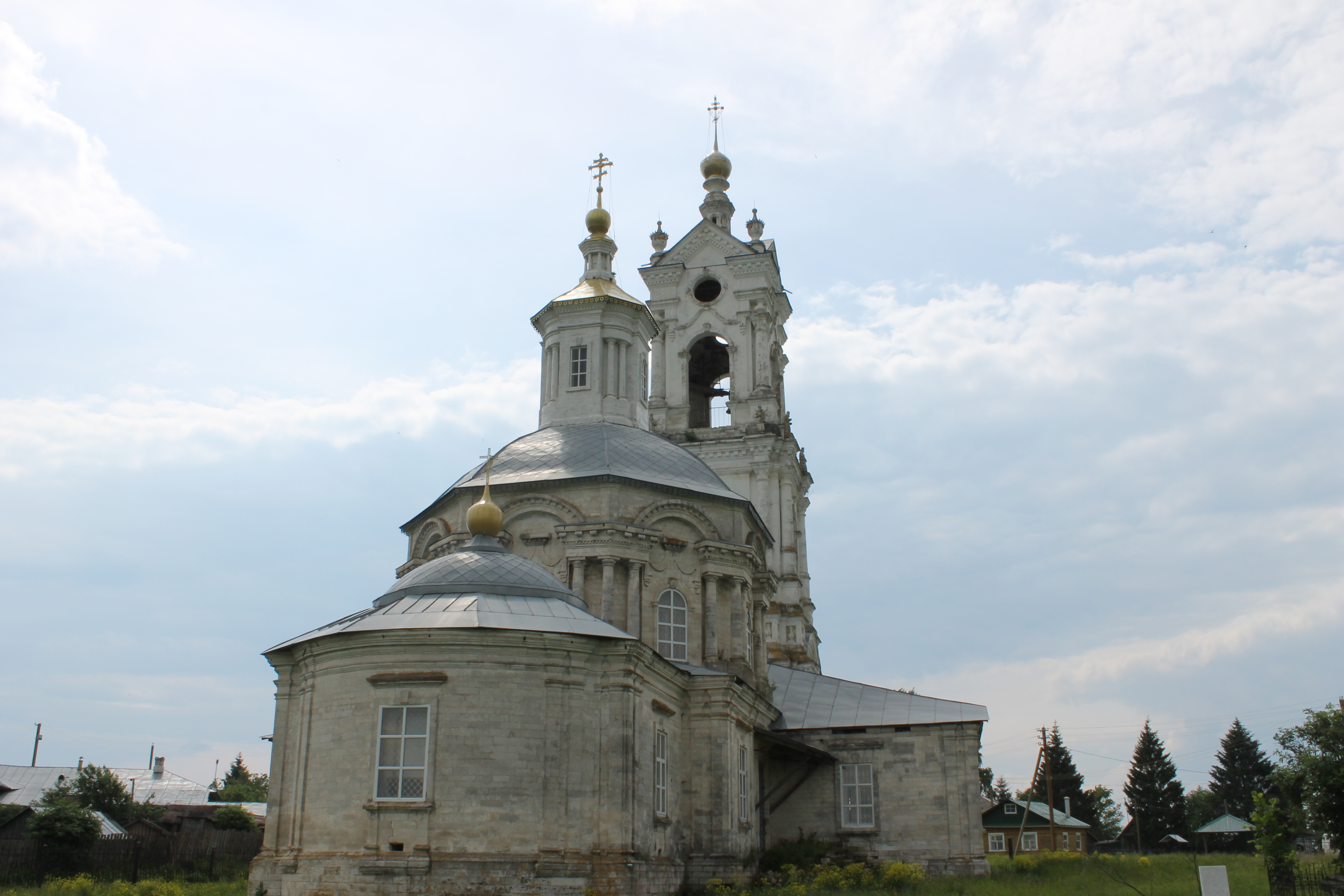
Преображенская церковь. Вид с алтарной части
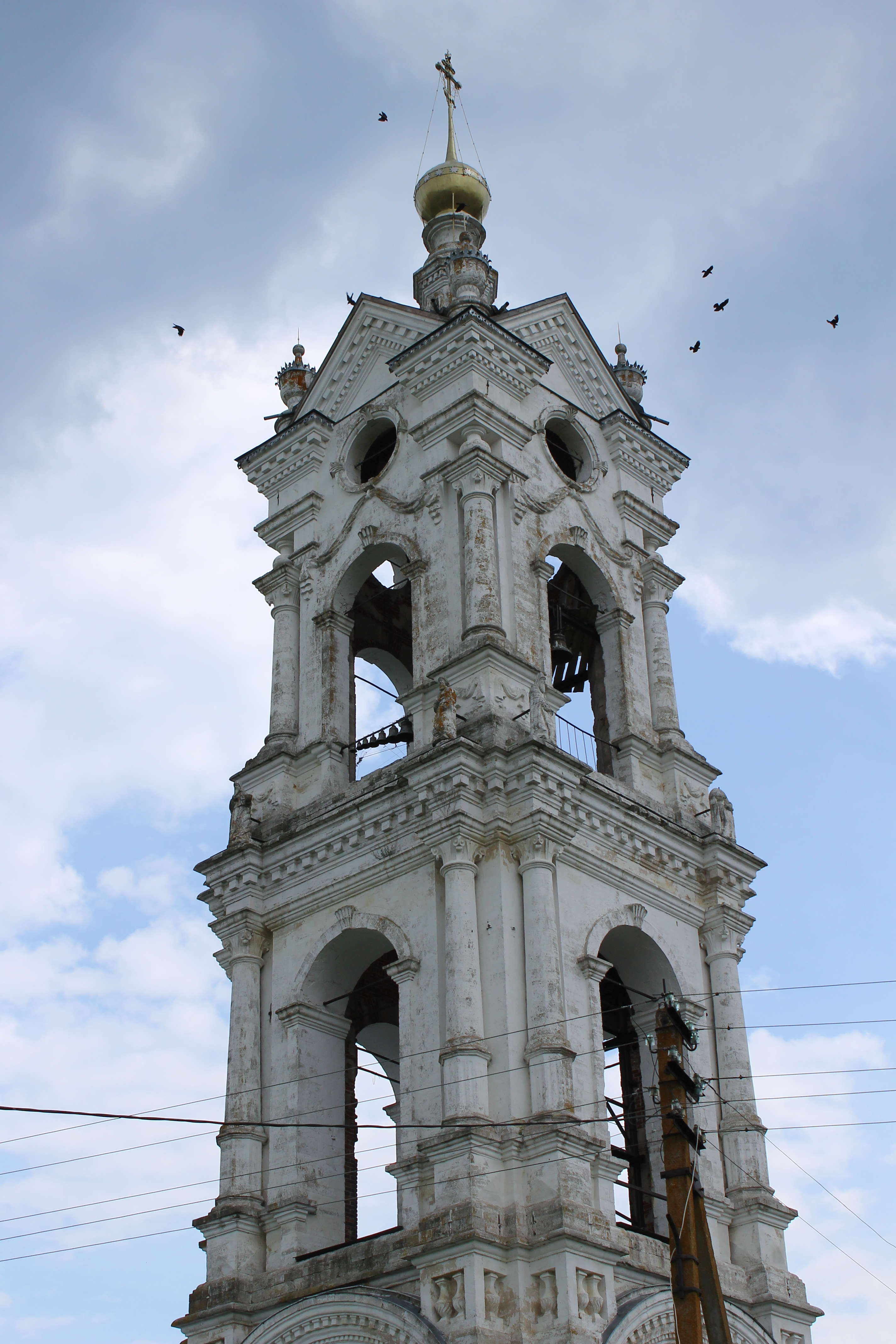
Колокольня
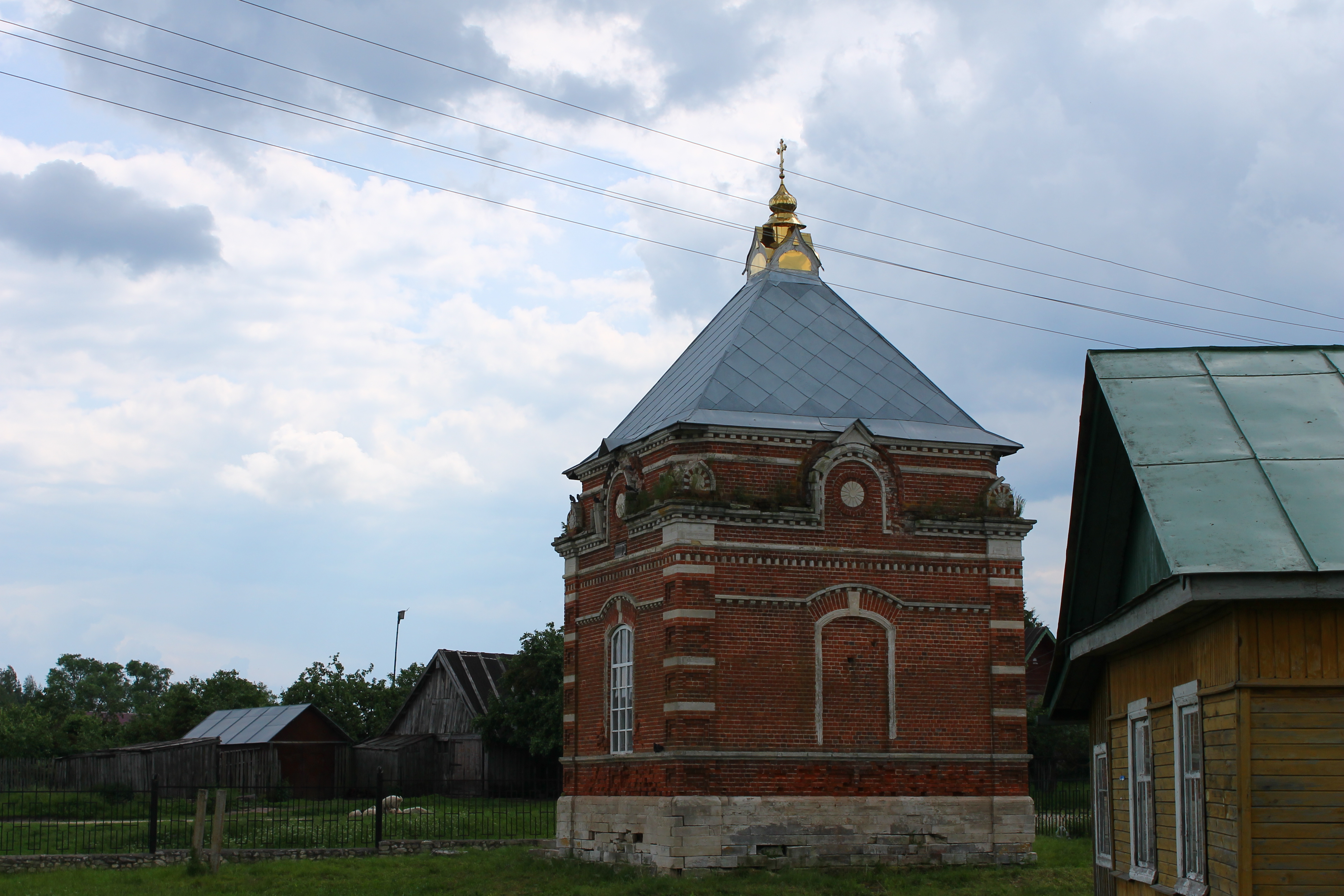
Часовня
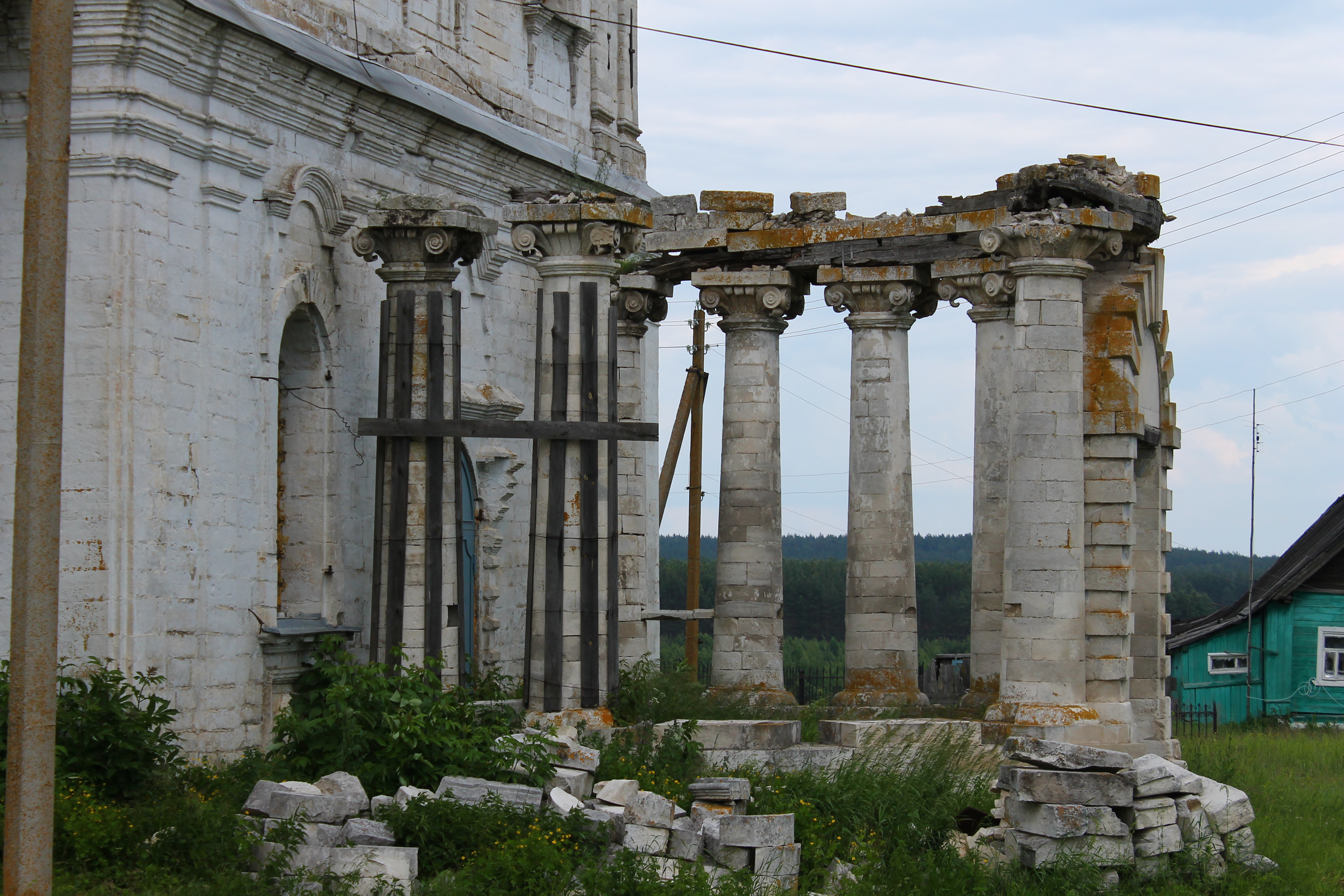
Колоннада Никольской церкви
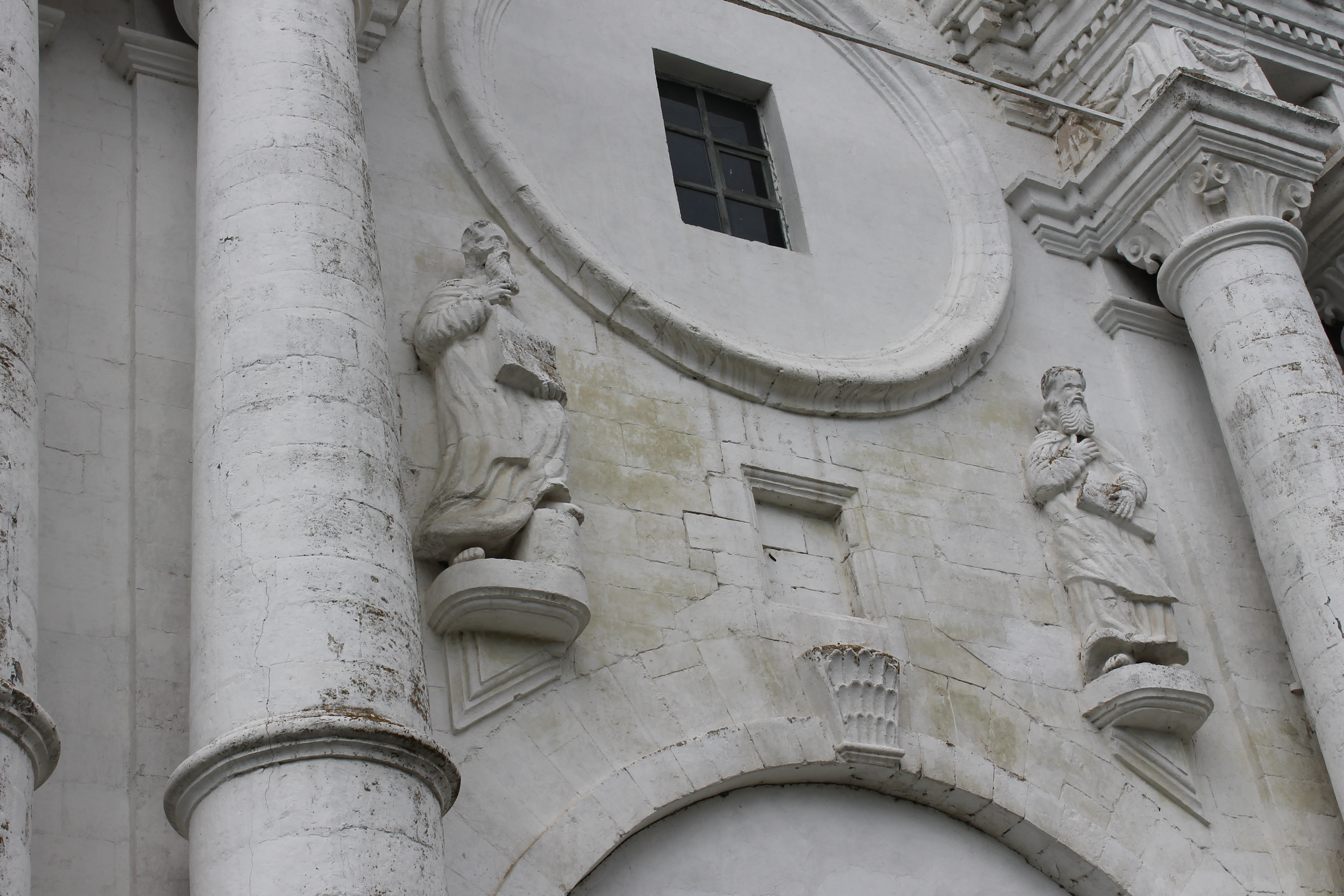
Белокаменные фигуры над порталом Преображенской церкви
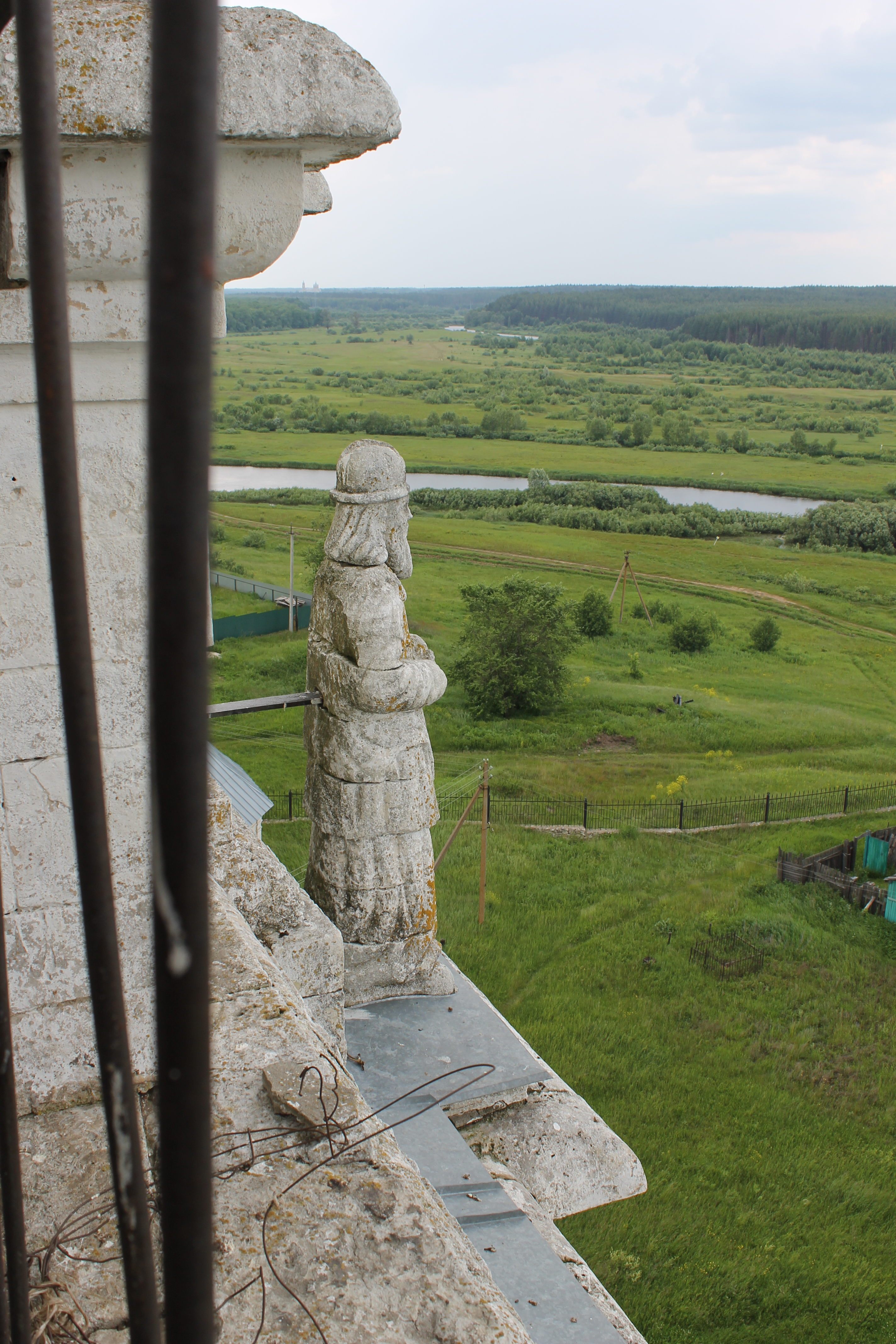
Белокаменная фигура на колокольне Преображенской церкви